# Premierzy Holandii
Chronologiczna lista szefów rządów Królestwa Niderlandów (Holandii)

## Szefowie Gabinetu Ministrów (1848–1945)
| #    | Imię i Nazwisko                                            | Portret          | Kadencja          | Kadencja          | Partia polityczna            | Partia polityczna                     | Rząd                                  |
| #    | Imię i Nazwisko                                            | Portret          | Od                | Do                | Partia polityczna            | Partia polityczna                     | Rząd                                  |
| ---- | ---------------------------------------------------------- | ---------------- | ----------------- | ----------------- | ---------------------------- | ------------------------------------- | ------------------------------------- |
| 1    | Gerrit Schimmelpenninck (1794–1863)                        |                  | 25 marca 1848     | 17 maja 1848      |                              | Bezpartyjny (Liberałowie)             | Schimmelpenninck                      |
| 2    | Jacob de Kempenaer (1793–1870)                             |                  | 21 listopada 1848 | 1 listopada 1849  | De Kempenaer— Donker Curtius | Bezpartyjny (Liberałowie)             |                                       |
| 3    | Johan Rudolph Thorbecke (1798–1872)                        |                  | 1 listopada 1849  | 19 kwietnia 1853  | Thorbecke I                  | Bezpartyjny (Liberałowie)             |                                       |
| 4    | Floris Adriaan van Hall (1791–1866)                        |                  | 19 kwietnia 1853  | 1 lipca 1856      | Van Hall— Donker Curtius     | Bezpartyjny (Liberałowie)             |                                       |
| 5    | Justinus van der Brugghen (1804–1863)                      |                  | 1 lipca 1856      | 18 marca 1858     | Bezpartyjny (Chadecy)        | Van de Brugghen                       |                                       |
| 6    | Jan Jacob Rochussen (1797–1871)                            |                  | 18 marca 1858     | 23 lutego 1860    | Bezpartyjny (Konserwatyści)  | Rochussen                             |                                       |
| (4)  | Floris Adriaan van Hall (1791–1866)                        |                  | 23 lutego 1860    | 14 marca 1861     | Bezpartyjny (Liberałowie)    | Van Hall— Van Heemstra                |                                       |
| 7    | Jacob van Zuylen van Nijevelt (1816–1890)                  |                  | 14 marca 1861     | 10 listopada 1861 |                              | Bezpartyjny (Liberałowie)             | Van Zuylen van Nijevelt— Van Heemstra |
| 8    | Schelto van Heemstra (1807–1864)                           |                  | 10 listopada 1861 | 1 lutego 1862     | Bezpartyjny (Liberałowie)    |                                       | Van Zuylen van Nijevelt— Van Heemstra |
| (3)  | Johan Rudolph Thorbecke (1798–1872)                        |                  | 1 lutego 1862     | 10 lutego 1866    | Bezpartyjny (Liberałowie)    | Thorbecke II                          |                                       |
| 9    | Isaäc Dignus Fransen van de Putte (1822–1902)              |                  | 10 lutego 1866    | 1 czerwca 1866    | Bezpartyjny (Liberałowie)    | Fransen van de Putte                  |                                       |
| 10   | Julius van Zuylen van Nijevelt (1819–1894)                 |                  | 1 czerwca 1866    | 4 czerwca 1868    | Bezpartyjny (Konserwatyści)  | Van Zuylen van Nijevelt               |                                       |
| 11   | Pieter Philip van Bosse (1809–1879)                        |                  | 4 czerwca 1868    | 4 stycznia 1871   | Bezpartyjny (Liberałowie)    | Van Bosse— Fock                       |                                       |
| (3)  | Johan Rudolph Thorbecke (1798–1872)                        |                  | 4 stycznia 1871   | 4 czerwca 1872    | Bezpartyjny (Liberałowie)    | Thorbecke III                         |                                       |
| 12   | Gerrit de Vries (1818–1900)                                |                  | 4 czerwca 1872    | 27 sierpnia 1874  | Bezpartyjny (Liberałowie)    | De Vries— Fransen van de Putte        |                                       |
| 13   | Jan Heemskerk (1818–1897)                                  |                  | 27 sierpnia 1874  | 3 listopada 1877  | Bezpartyjny (Konserwatyści)  | Heemskerk— Van Lynden van Sandenburg  |                                       |
| 14   | Jan Kappeyne van de Coppello (1822–1895)                   |                  | 3 listopada 1877  | 20 sierpnia 1879  | Bezpartyjny (Liberałowie)    | Kappeyne van de Coppello              |                                       |
| 15   | Constantijn Theodoor van Lynden van Sandenburg (1826–1895) |                  | 20 sierpnia 1879  | 23 kwietnia 1883  | Bezpartyjny (Chadecy)        | Van Lynden van Sandenburg             |                                       |
| (13) | Jan Heemskerk (1818–1897)                                  |                  | 23 kwietnia 1883  | 20 kwietnia 1888  | Bezpartyjny (Konserwatyści)  | J. Heemskerk                          |                                       |
| 16   | Æneas, Baron Mackay (1839–1909)                            |                  | 20 kwietnia 1888  | 21 sierpnia 1891  |                              | Partia Antyrewolucyjna (ARP)          | Mackay                                |
| 17   | Gijsbert van Tienhoven (1841–1914)                         |                  | 21 sierpnia 1891  | 9 maja 1894       |                              | Bezpartyjny (Liberałowie)             | Van Tienhoven                         |
| 18   | Joan Röell (1844–1914)                                     |                  | 9 maja 1894       | 27 lipca 1897     | Röell                        | Bezpartyjny (Liberałowie)             |                                       |
| 19   | Nicolaas Pierson (1839–1909)                               |                  | 27 lipca 1897     | 1 sierpnia 1901   |                              | Unia Liberalna (LU)                   | Pierson                               |
| 20   | Abraham Kuyper (1837–1920)                                 |                  | 1 sierpnia 1901   | 17 sierpnia 1905  |                              | Partia Antyrewolucyjna (ARP)          | Kuyper                                |
| 21   | Theo de Meester (1851–1919)                                |                  | 17 sierpnia 1905  | 12 lutego 1908    |                              | Unia Liberalna (LU)                   | De Meester                            |
| 22   | Theo Heemskerk (1852–1932)                                 |                  | 12 lutego 1908    | 29 sierpnia 1913  |                              | Partia Antyrewolucyjna (ARP)          | T. Heemskerk                          |
| 23   | Pieter Cort van der Linden (1846–1935)                     |                  | 29 sierpnia 1913  | 9 września 1918   |                              | Bezpartyjny (Liberałowie)             | Cort van der Linden                   |
| 24   | Charles Ruijs de Beerenbrouck (1873–1936)                  |                  | 9 września 1918   | 18 września 1922  |                              | Rzymsko-katolicka Partia Stanu (RKSP) | Ruijs de B. I                         |
| 24   | Charles Ruijs de Beerenbrouck (1873–1936)                  | 18 września 1922 | 4 sierpnia 1925   | Ruijs de B. II    |                              | Rzymsko-katolicka Partia Stanu (RKSP) |                                       |
| 25   | Hendrikus Colijn (1869–1944)                               |                  | 4 sierpnia 1925   | 8 marca 1926      |                              | Partia Antyrewolucyjna (ARP)          | Colijn I                              |
| 26   | Dirk Jan de Geer (1870–1960)                               |                  | 8 marca 1926      | 10 sierpnia 1929  |                              | Chrześcijańska Unia Historyczna (CHU) | De Geer I                             |
| (24) | Charles Ruijs de Beerenbrouck (1873–1936)                  |                  | 10 sierpnia 1929  | 26 maja 1933      |                              | Rzymsko-katolicka Partia Stanu (RKSP) | Ruijs de B. III                       |
| (25) | Hendrikus Colijn (1869–1944)                               |                  | 26 maja 1933      | 31 lipca 1935     |                              | Partia Antyrewolucyjna (ARP)          | Colijn II                             |
| (25) | Hendrikus Colijn (1869–1944)                               | 31 lipca 1935    | 24 czerwca 1937   | Colijn III        |                              | Partia Antyrewolucyjna (ARP)          |                                       |
| (25) | Hendrikus Colijn (1869–1944)                               | 24 czerwca 1937  | 25 lipca 1939     | Colijn IV         |                              | Partia Antyrewolucyjna (ARP)          |                                       |
| (25) | Hendrikus Colijn (1869–1944)                               | 25 lipca 1939    | 10 sierpnia 1939  | Colijn V          |                              | Partia Antyrewolucyjna (ARP)          |                                       |
| (26) | Dirk Jan de Geer (1870–1960)                               |                  | 10 sierpnia 1939  | 3 września 1940   |                              | Chrześcijańska Unia Historyczna (CHU) | De Geer II                            |
| 27   | Pieter Sjoerds Gerbrandy (1885–1961)                       |                  | 3 września 1940   | 28 lipca 1941     |                              | Partia Antyrewolucyjna (ARP)          | Gerbrandy I                           |
| 27   | Pieter Sjoerds Gerbrandy (1885–1961)                       | 28 lipca 1941    | 23 lutego 1945    | Gerbrandy II      |                              | Partia Antyrewolucyjna (ARP)          |                                       |
| 27   | Pieter Sjoerds Gerbrandy (1885–1961)                       | 23 lutego 1945   | 24 czerwca 1945   | Gerbrandy III     |                              | Partia Antyrewolucyjna (ARP)          |                                       |

## Premierzy (od 1945)
| #   | Imię i Nazwisko                 | Portret              | Kadencja             | Kadencja          | Partia polityczna | Partia polityczna                                                              | Rząd                |
| #   | Imię i Nazwisko                 | Portret              | Od                   | Do                | Partia polityczna | Partia polityczna                                                              | Rząd                |
| --- | ------------------------------- | -------------------- | -------------------- | ----------------- | ----------------- | ------------------------------------------------------------------------------ | ------------------- |
| 1   | Willem Schermerhorn (1894–1977) |                      | 24 czerwca 1945      | 3 lipca 1946      |                   | Wolna Unia Demokratyczna (VDB) do 1946                                         | Schermerhorn— Drees |
| 1   | Willem Schermerhorn (1894–1977) | Partia Pracy (PvdA)  | 24 czerwca 1945      | 3 lipca 1946      |                   |                                                                                | Schermerhorn— Drees |
| 2   | Louis Beel (1902–1977)          |                      | 3 lipca 1946         | 7 sierpnia 1948   |                   | Katolicka Partia Ludowa (KVP)                                                  | Beel I              |
| 3   | Willem Drees (1886–1988)        |                      | 7 sierpnia 1948      | 15 marca 1951     |                   | Partia Pracy (PvdA)                                                            | Drees— Van Schaik   |
| 3   | Willem Drees (1886–1988)        | 15 marca 1951        | 2 września 1952      | Drees I (II)      |                   | Partia Pracy (PvdA)                                                            |                     |
| 3   | Willem Drees (1886–1988)        | 2 września 1952      | 13 października 1956 | Drees II (III)    |                   | Partia Pracy (PvdA)                                                            |                     |
| 3   | Willem Drees (1886–1988)        | 13 października 1956 | 22 grudnia 1958      | Drees III (IV)    |                   | Partia Pracy (PvdA)                                                            |                     |
| (2) | Louis Beel (1902–1977)          |                      | 22 grudnia 1958      | 19 maja 1959      |                   | Katolicka Partia Ludowa (KVP)                                                  | Beel II             |
| 4   | Jan de Quay (1901–1985)         |                      | 19 maja 1959         | 24 lipca 1963     | De Quay           | Katolicka Partia Ludowa (KVP)                                                  |                     |
| 5   | Victor Marijnen (1917–1975)     |                      | 24 lipca 1963        | 14 kwietnia 1965  | Marijnen          | Katolicka Partia Ludowa (KVP)                                                  |                     |
| 6   | Jo Cals (1914–1971)             |                      | 14 kwietnia 1965     | 22 listopada 1966 | Cals              | Katolicka Partia Ludowa (KVP)                                                  |                     |
| 7   | Jelle Zijlstra (1918–2001)      |                      | 22 listopada 1966    | 5 kwietnia 1967   |                   | Partia Antyrewolucyjna (ARP)                                                   | Zijlstra            |
| 8   | Piet de Jong (1915–2016)        |                      | 5 kwietnia 1967      | 6 lipca 1971      |                   | Katolicka Partia Ludowa (KVP)                                                  | De Jong             |
| 9   | Barend Biesheuvel (1920–2001)   |                      | 6 lipca 1971         | 9 sierpnia 1972   |                   | Partia Antyrewolucyjna (ARP)                                                   | Biesheuvel I        |
| 9   | Barend Biesheuvel (1920–2001)   | 9 sierpnia 1972      | 11 maja 1973         | Biesheuvel II     |                   | Partia Antyrewolucyjna (ARP)                                                   |                     |
| 10  | Joop den Uyl (1919–1987)        |                      | 11 maja 1973         | 19 grudnia 1977   |                   | Partia Pracy (PvdA)                                                            | Den Uyl             |
| 11  | Dries van Agt (1931–2024)       |                      | 19 grudnia 1977      | 11 września 1981  |                   | Katolicka Partia Ludowa (KVP) do 1980; Apel Chrześcijańsko-Demokratyczny (CDA) | Van Agt I           |
| 11  | Dries van Agt (1931–2024)       | 11 września 1981     | 29 maja 1982         | Van Agt II        |                   | Katolicka Partia Ludowa (KVP) do 1980; Apel Chrześcijańsko-Demokratyczny (CDA) |                     |
| 11  | Dries van Agt (1931–2024)       | 29 maja 1982         | 4 listopada 1982     | Van Agt III       |                   | Katolicka Partia Ludowa (KVP) do 1980; Apel Chrześcijańsko-Demokratyczny (CDA) |                     |
| 12  | Ruud Lubbers (1939–2018)        |                      | 4 listopada 1982     | 14 lipca 1986     |                   | Apel Chrześcijańsko-Demokratyczny (CDA)                                        | Lubbers I           |
| 12  | Ruud Lubbers (1939–2018)        | 14 lipca 1986        | 7 listopada 1989     | Lubbers II        |                   | Apel Chrześcijańsko-Demokratyczny (CDA)                                        |                     |
| 12  | Ruud Lubbers (1939–2018)        | 7 listopada 1989     | 22 sierpnia 1994     | Lubbers III       |                   | Apel Chrześcijańsko-Demokratyczny (CDA)                                        |                     |
| 13  | Wim Kok (1938–2018)             |                      | 22 sierpnia 1994     | 3 sierpnia 1998   |                   | Partia Pracy (PvdA)                                                            | Kok I               |
| 13  | Wim Kok (1938–2018)             | 3 sierpnia 1998      | 22 lipca 2002        | Kok II            |                   | Partia Pracy (PvdA)                                                            |                     |
| 14  | Jan Peter Balkenende (ur. 1956) |                      | 22 lipca 2002        | 27 maja 2003      |                   | Apel Chrześcijańsko-Demokratyczny (CDA)                                        | Balkenende I        |
| 14  | Jan Peter Balkenende (ur. 1956) | 27 maja 2003         | 7 lipca 2006         | Balkenende II     |                   | Apel Chrześcijańsko-Demokratyczny (CDA)                                        |                     |
| 14  | Jan Peter Balkenende (ur. 1956) | 7 lipca 2006         | 22 lutego 2007       | Balkenende III    |                   | Apel Chrześcijańsko-Demokratyczny (CDA)                                        |                     |
| 14  | Jan Peter Balkenende (ur. 1956) | 22 lutego 2007       | 14 października 2010 | Balkenende IV     |                   | Apel Chrześcijańsko-Demokratyczny (CDA)                                        |                     |
| 15  | Mark Rutte (ur. 1967)           |                      | 14 października 2010 | 5 listopada 2012  |                   | Partia Ludowa na rzecz Wolności i Demokracji (VVD)                             | Rutte I             |
| 15  | Mark Rutte (ur. 1967)           | 5 listopada 2012     | 26 października 2017 | Rutte II          |                   | Partia Ludowa na rzecz Wolności i Demokracji (VVD)                             |                     |
| 15  | Mark Rutte (ur. 1967)           | 26 października 2017 | 10 stycznia 2022     | Rutte III         |                   | Partia Ludowa na rzecz Wolności i Demokracji (VVD)                             |                     |
| 15  | Mark Rutte (ur. 1967)           | 10 stycznia 2022     | 2 lipca 2024         | Rutte IV          |                   | Partia Ludowa na rzecz Wolności i Demokracji (VVD)                             |                     |
| 16  | Dick Schoof (ur. 1957)          |                      | 2 lipca 2024         | nadal             |                   | bezpartyjny                                                                    | Schoof              |